# 陳進興 (罪犯)
陳進興（1958年1月1日—1999年10月6日），绰号阿进仔，臺北縣三重市（新北市三重區）人，臺灣重大罪犯；在1997年間犯下多起綁架、殺人、人質挾持、強盜及性侵害案件，包括白曉燕命案、方保芳外科診所命案、南非武官卓懋祺挾持事件。其中以與林春生與高天民一同犯下的白曉燕命案最為著名。1999年10月6日於土城看守所遭槍決伏法，終年41歲。

## 早年（1958 - 1976）
1958年，陳進興出生於臺北縣三重市（現新北市三重區）。幼年搬至臺北市龍山區（現臺北市萬華區）隨外祖母居住；1964年就讀於西門國小；雖然功課尚可，但時常犯下偷竊、校園霸凌等事件；因而外祖母與母親商量搬遷事宜，希望換一個新環境。1969年，陳進興的母親將他的戶籍遷入其幫傭住處。
1970年小學畢業，就讀臺北市立大同國民中學，在校數度觸犯校規，一年後輟學；從事建築泥水工作的王姓男子成為其繼父，王姓繼父為了改變陳進興暴戾性格，讓其成為寺廟美工裝飾學徒。
1972年11月5日，陳進興在隨繼父工作時偷竊電熱器被查獲，臺北地方法院少年法庭判決交付保護管束。保護管束期間，陳進興仍有抽菸、酗酒、嚼食檳榔等紀錄；由於數度違反保護管束規定，被少年法庭加重，裁定感化教育。
1973年10月7日，陳進興在三重持刀刺傷國中同學，原因是「看對方不順眼」，被判處有期徒刑二個月。服刑完畢，繼父仍攜其於身邊做工。

## 犯案入獄（1976 - 1988）
1976年11月16日，陳進興因侵入民宅強盜，判刑15年。1979年8月25日，又因企圖逃獄，加判刑兩年。
在犯下1997年的多起重大案件前，1981年自中華民國海軍陸戰隊退伍後，陳進興就曾因其他案件入綠島管訓，並因1988年中華民國總統蔣經國病逝而減刑出獄。1988年，陳進興出獄時外祖母病逝，繼父亦臥病不久即離世。

## 犯下重案（1997）

### 白曉燕命案
1997年4月14日，陳進興與林春生、高天民合夥，綁架臺灣知名藝人白冰冰的女兒白曉燕，並要求贖款500萬美元。白曉燕的屍體在4月28日被發現，經法官檢驗判定死因為顱內出血、內臟破裂。
6月6日，又綁架臺北縣議會議員蔡明堂。
8月8日，再度綁架一名北投陳姓商人。
8月19日，林春生與高天民在臺北市中山區五常街與警方展開槍戰；警員曹立民殉職，高天民逃逸，林春生於槍戰中自殺。

### 方保芳外科診所命案
10月23日，陳進興與高天民侵入整形外科醫師方保芳位於臺北市羅斯福路一段的診所，並強迫方保芳為其整形。事後，陳進興與高天民殺害方保芳夫婦，陳進興並姦殺護士鄭文喻。
11月17日，高天民到臺北市石牌買春，遭到民眾認出並報案，隨即於圍捕行動中自殺身亡。

### 南非武官挾持事件
1997年11月18日，陳進興晚間7點多潛入位於臺北市北投區行義路154巷22號南非武官大使官邸挾持南非大使館武官卓懋祺上校及其太太安妮、大女兒梅蘭妮、三女兒克莉絲汀及7個月大嬰兒小查克為人質，並在官邸與警察對峙。晚間八點四十分雙方發生槍戰，在槍戰中流彈不慎誤擊打傷卓懋祺和他大女兒梅蘭妮。
當晚十二點聯合報記者張宗智首先打電話進官邸訪問陳進興，之後包括臺視主播戴忠仁、TVBS、中視、東森、超視、法新社等國內外十餘家新聞媒體相繼搶線撥打電話訪問。透過電視台直播，全國觀眾直接聽到陳進興的聲音，談著他犯案的心路歷程，成為臺灣電視史上的奇觀；各電視台為了佔線而與他持續通話，例如中視當班主播王育誠就直言問陳進興：「你什麼時候要自殺？」，中視主播周慧婷則要求他在電話裡唱「兩隻老虎」給孩子聽；李濤甚至當場公佈白冰冰家裡的電話號碼，並要求他撥打。陳進興在受訪過程中一度動怒，大罵三字經。此舉造成該電話線路持續占線至次日清晨五點。
爾後板橋地檢署主任檢察官張振興與陳進興用電話製作三小時的筆錄，次日早上十點，警方借提正在收押的陳進興妻子張素貞及時任民進黨中評會主委謝長廷進屋與陳進興談判後，陳進興釋放七個月大的嬰兒小查克讓邱豐光抱出，下午四點三十分再釋放三女兒克莉絲汀，下午五點十六分把兩把手槍交給監察委員葉耀鵬，下午七點五十分釋放太太安妮，並交出最後一把槍給台北市刑警大隊大隊長侯友宜之後宣佈投降。

### 其他案件
落網後，檢警發現陳進興於逃亡期間曾多次潛入大台北地區民宅竊盜或強盜，並伺機強姦屋內婦女。除多次在被害人家人或男友面前強姦被害人外，還曾同時強姦一對母女，至少有19名婦女受害；年紀最長的受害人已超過60歲，但年齡最小的受害人卻只有13歲。

## 審判處決（1998 - 1999）
1998年1月23日，板橋地方法院（今日新北地方法院）判處陳進興五個死刑與兩個無期徒刑；高等法院維持原判；12月24日，最高法院判處陳進興三個死刑確定，依法已可立即槍斃，但因檢警考量白曉燕命案尚有共犯等細節待釐清，或是陳進興可能仍涉及其他重大刑案及懲治盜匪條例存廢爭議等因素。
1998年11月5日，陳進興在獄中歸信基督教，由黃明鎮牧師帶領受洗。
1999年10月6日，法務部部長葉金鳳批准陳進興的死刑執行令，同日晚間九點正於土城看守所執行槍決，時年41歲，當晚台灣各電視台均暫停正常節目播放，實地直播其伏法的過程。

## 相關著作
- 《罪人的遺書》，陳進興，新新聞文化，1999年10月1日。ISBN 957830658X

## 延伸閱讀
- 《真愛：南非武官&陳進興的故事》，卓懋祺，文經社，2001年3月19日。ISBN 9789576632976
- 《人質、謊言、錄音帶：謝長廷目擊圍捕陳進興現場》，洪毓勳、游佩瑛，新自然主義，1998年2月15日。ISBN 9576962692

## 相關節目
- 三立新聞台《福爾摩沙事件簿》- 陳雅琳報告 第八集
- 國家地理頻道在2008年的《異鄉歷劫》（Banged Up Abroad）第3季第6集，以陳進興挾持南非武官官邸事件為主題。

## 外部連結
- 陳劍志，食人魚、傳聲筒還是狗仔隊？ - 陳進興綁架媒體 媒體綁架民眾 （页面存档备份，存于）